# Julius Lange

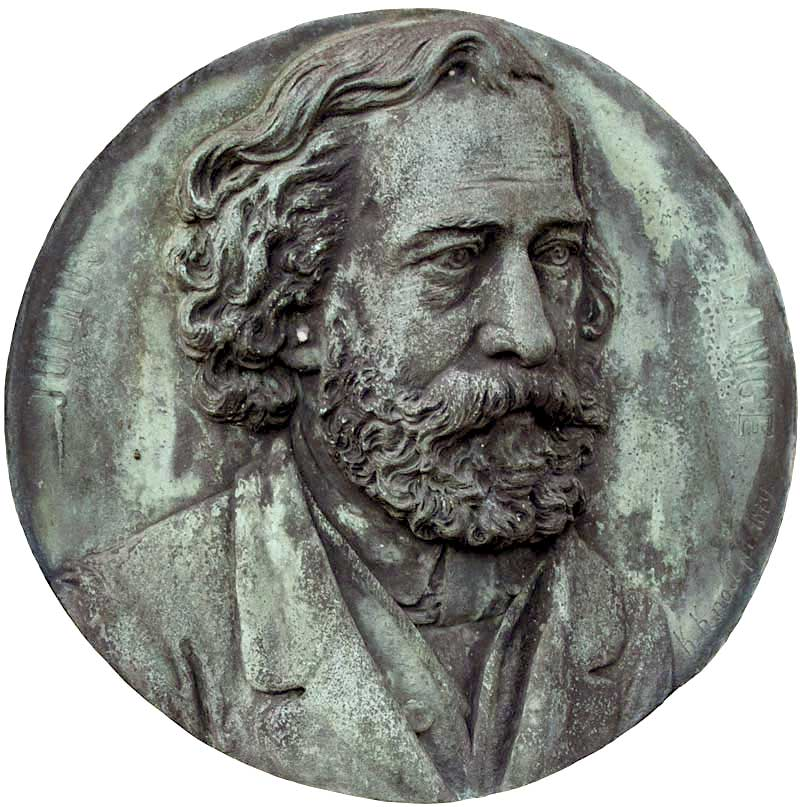
Julius Lange in Bronzeporträt erstellt von Konrad Knoll für die Grabstätte von Julius Lange

Julius Ludwig Christian Lange (* 17. August 1817 in Darmstadt; † 25. Juni 1878 in München) war ein deutscher Maler der Düsseldorfer Schule.

## Leben

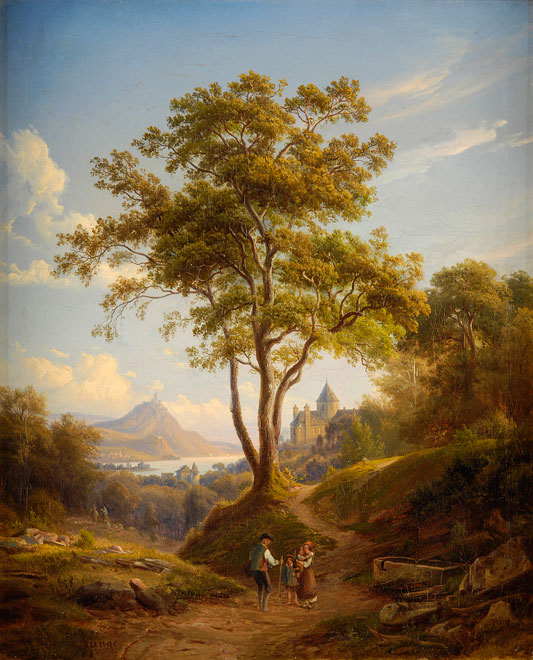
Am Rhein bei Nonnenwerth, 1850

Durch seinen Bruder, den Kunstdrucker und Verleger Gustav Georg Lange, war Julius bereits mit 15 Jahren an dessen Projekt Ansichten der schönsten Gegenden Deutschlands in Stahl- und Kupferstichen (1832) beteiligt. Auch der Architekt Ludwig Lange, ein weiterer Bruder, war an diesem Werk beteiligt. An der Kunstakademie Düsseldorf war Lange in den Jahren 1836 bis 1839 Schüler des Malers Johann Wilhelm Schirmer. Mit dessen Unterstützung konnte Lange sich später in München niederlassen. Am 23. Juni 1850 heiratete er dort Emilie Henriette Bettinger (1824–1896), die Tochter des Münchner Oberappelations-Gerichtsrats Carl Philipp Bettinger (1785–1857).
Größere Aufträge verhalfen Lange dann zu finanziellem Erfolg: Die Kunstakademie in Venedig beauftragte ihn mit der Ausführung einer Reihe von Skizzen zum Studium der Landschaftsmalerei; die Akademie in Mailand ließ zwei größere Bilder durch ihn malen. Durch seinen Aufenthalt in Oberitalien konnte Lange auch Kontakte zum Mailänder Hof knüpfen. Bis 1858 hatte er dort die Stellung des Kunsterziehers von Erzherzogin Charlotte von Belgien, der späteren Kaiserin von Mexiko, inne.
Ende 1858 kehrte Lange nach München zurück. Auch dort fand er Zugang zum Hof. Da der bayerische König Maximilian ein Faible für ihn entwickelte, wurde bald die Münchner Gesellschaft auf ihn aufmerksam. Auch Maximilians Sohn, König Ludwig II., erwarb zwei Landschaften für die Neue Pinakothek. Für Ludwig II. schuf Lange mehrere Aquarelle und Gouachen – im Zusammenhang mit den geplanten Bauprojekten der Schlösser Herrenchiemsee und Linderhof, vor allem französische Schlossansichten, aber auch Innenraumentwürfe für die Schlösser König Ludwigs II. Schüler Langes waren unter anderen Karl Millner und Carl Bolze. 1860 beteiligte sich Lange neben seinem Lehrer Schirmer, Carl Friedrich Lessing, Christian Morgenstern, Carl Schweich und Karl Ludwig Seeger an dem Werk Die große deutsche Landschaftsschule, in dem Originalstudien dieser Landschaftsmaler in Fotografien von Georg Markwort wiedergegeben wurden.
Nur sechs Wochen vor seinem 61. Geburtstag starb Julius Lange am 25. Juni 1878 in München.

## Grabstätte

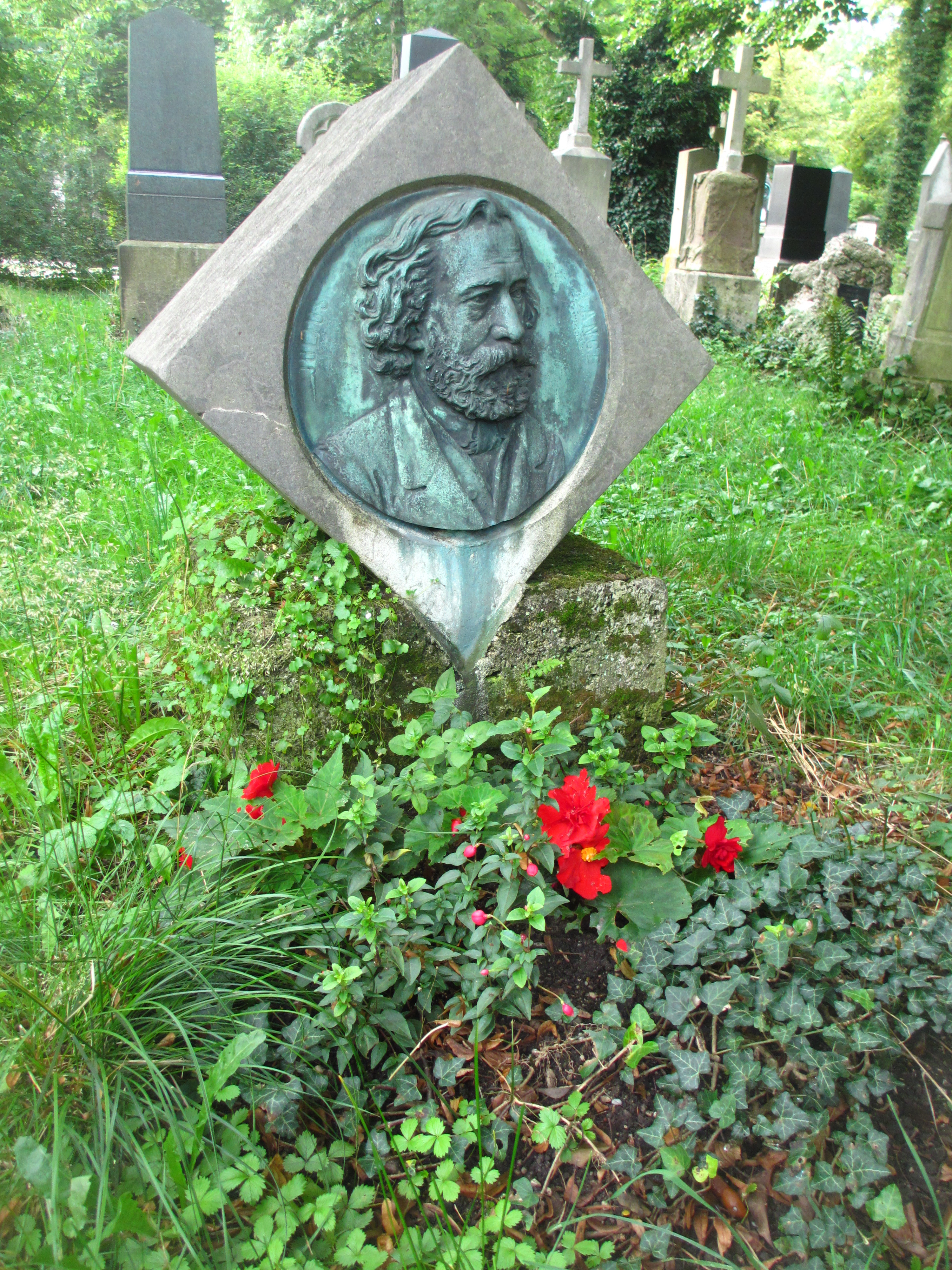
Grab von Julius Lange auf dem Alten Südlichen Friedhof in München

Die Grabstätte von Julius Lange befindet sich auf dem Alten Südlichen Friedhof in München (Gräberfeld 32 – Reihe 4 – Platz 4) Standort. Das Bronzeporträt stammt gemäß Inschrift von Konrad Knoll.

## Galerie
Eine Auswahl von Werken  von Julius Lange:

Blick auf Berchtesgaden, 1854
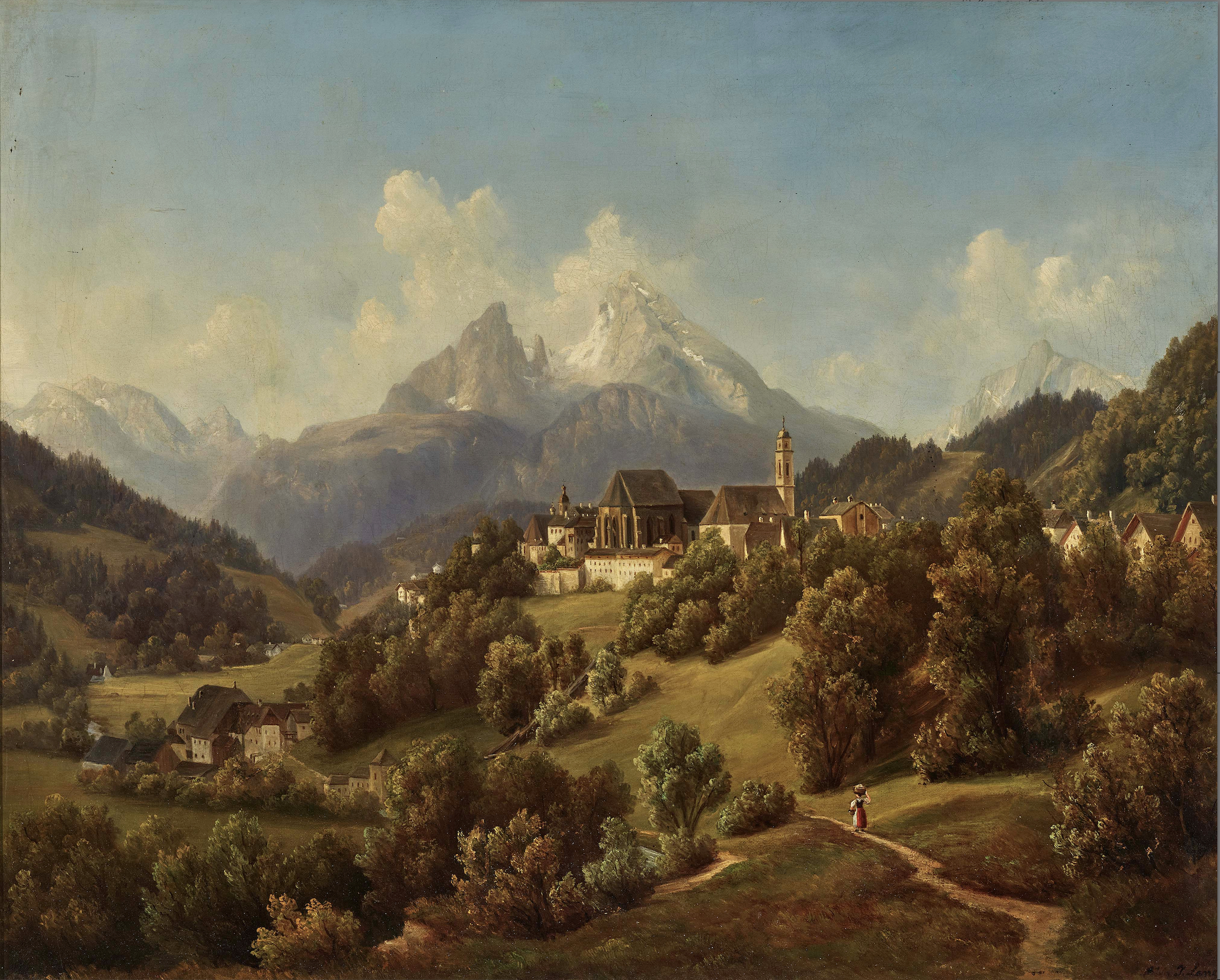
Berchtesgaden und der Watzmann
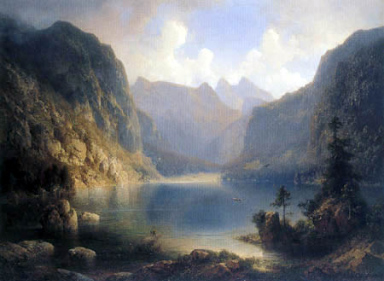
Alpenseepanorama, 1859
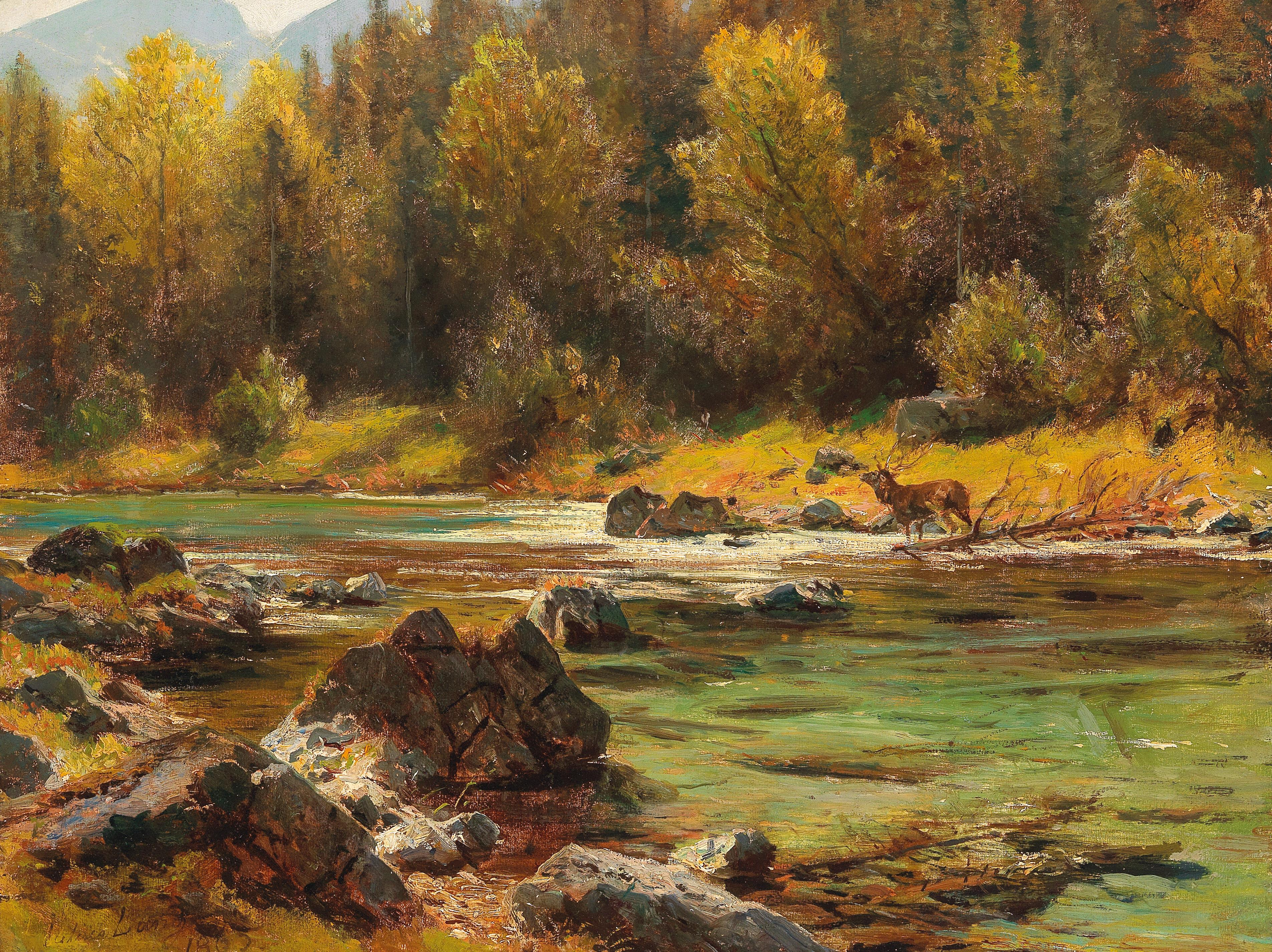
Rothirsch im Fluß, 1865
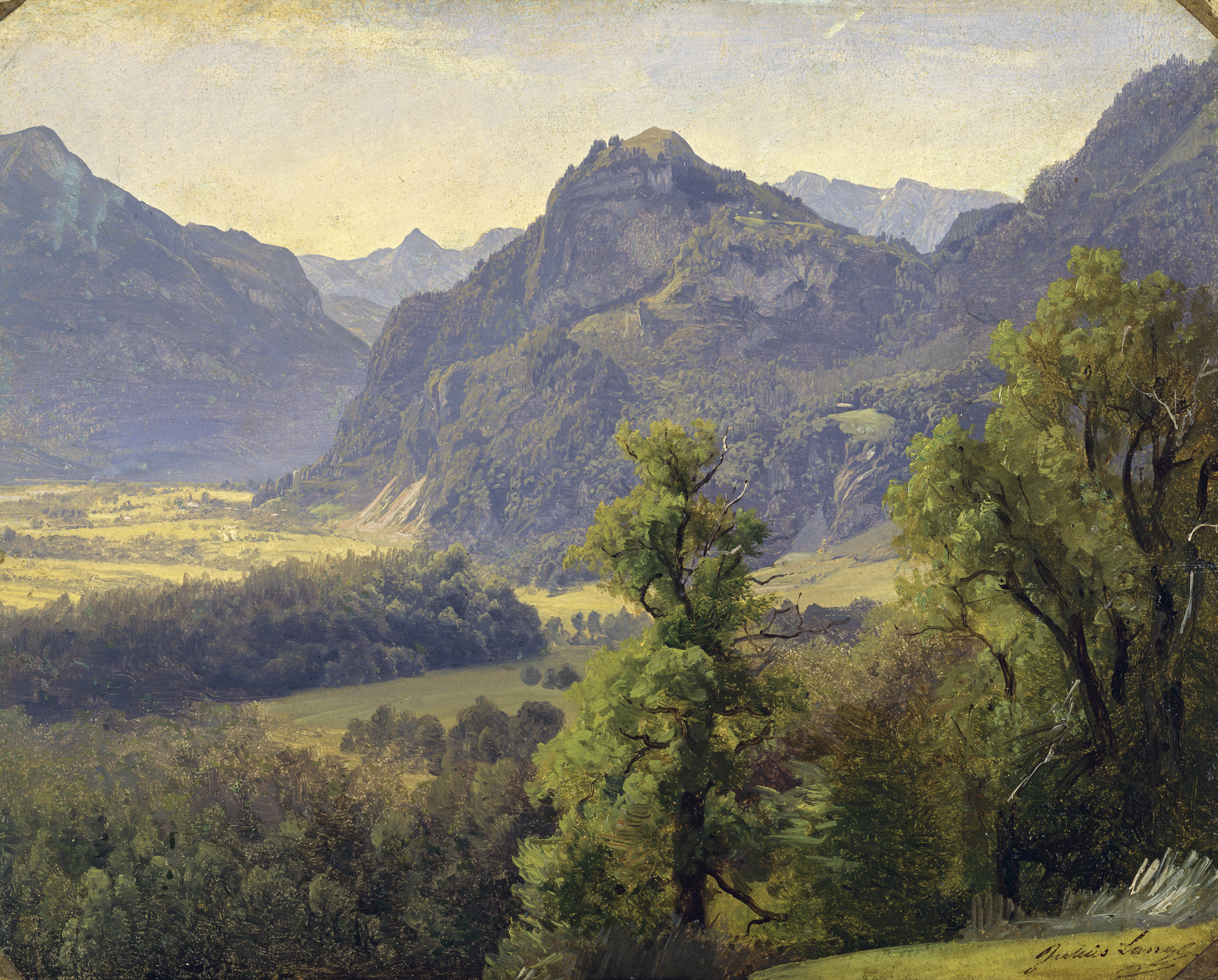
Das Inntal
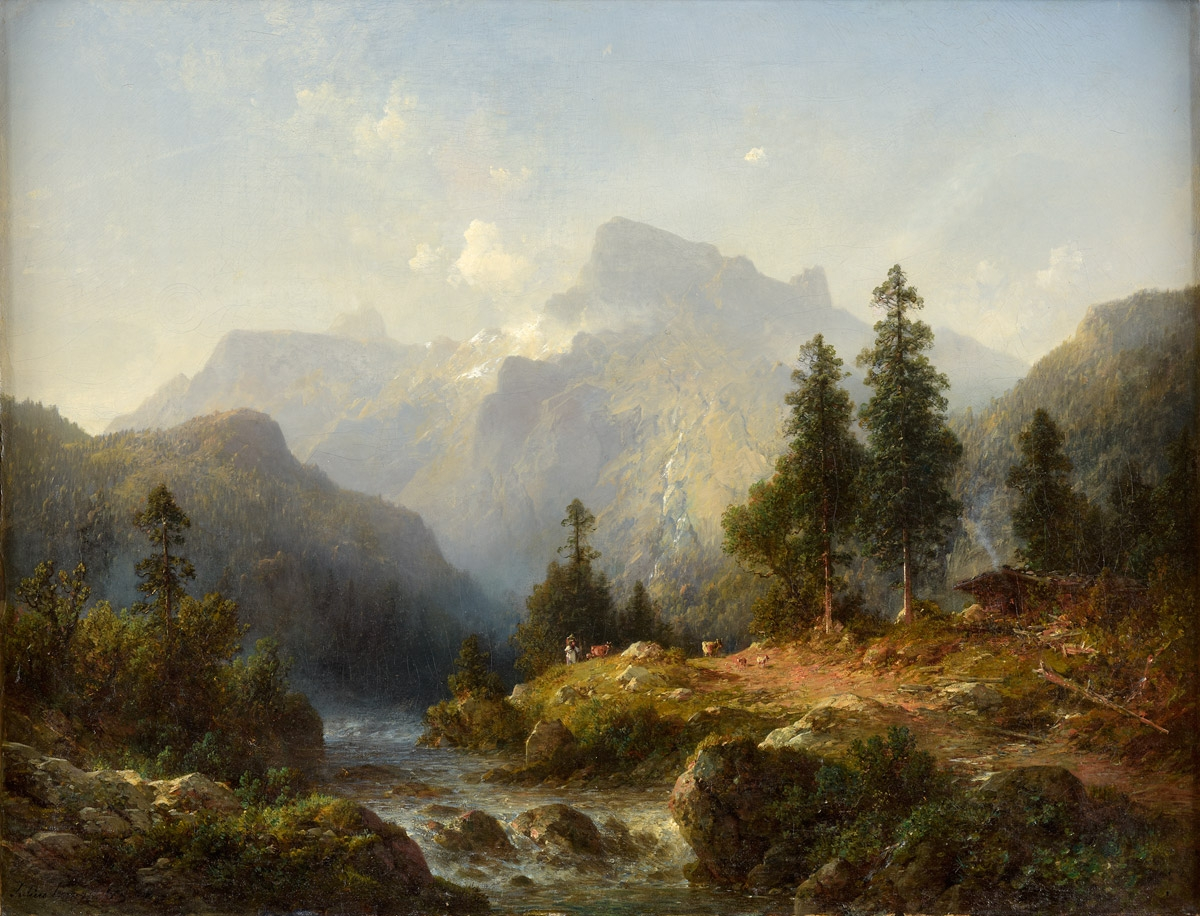
Fluss in den Bergen, 1878
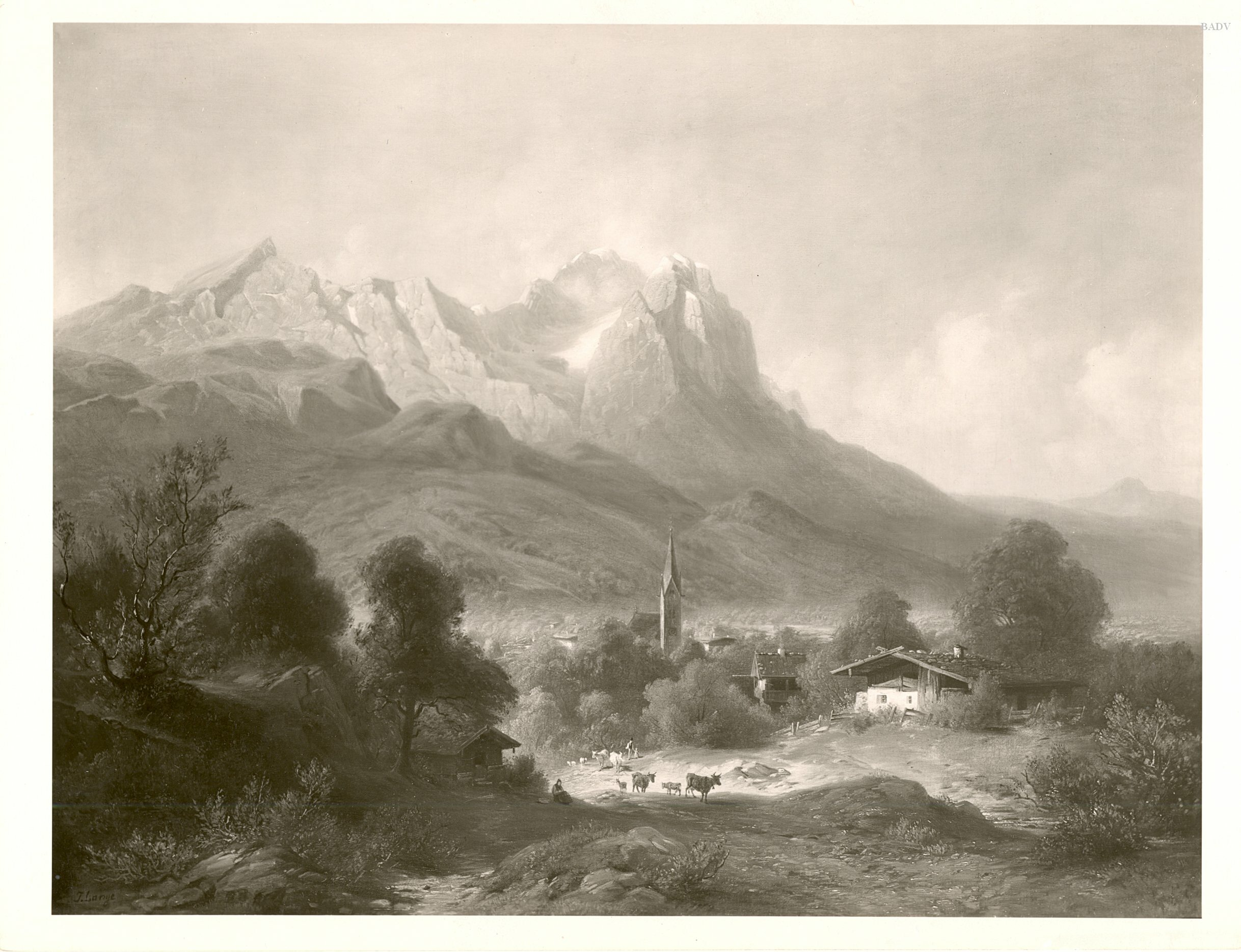
Partenkirchen mit Zugspitze
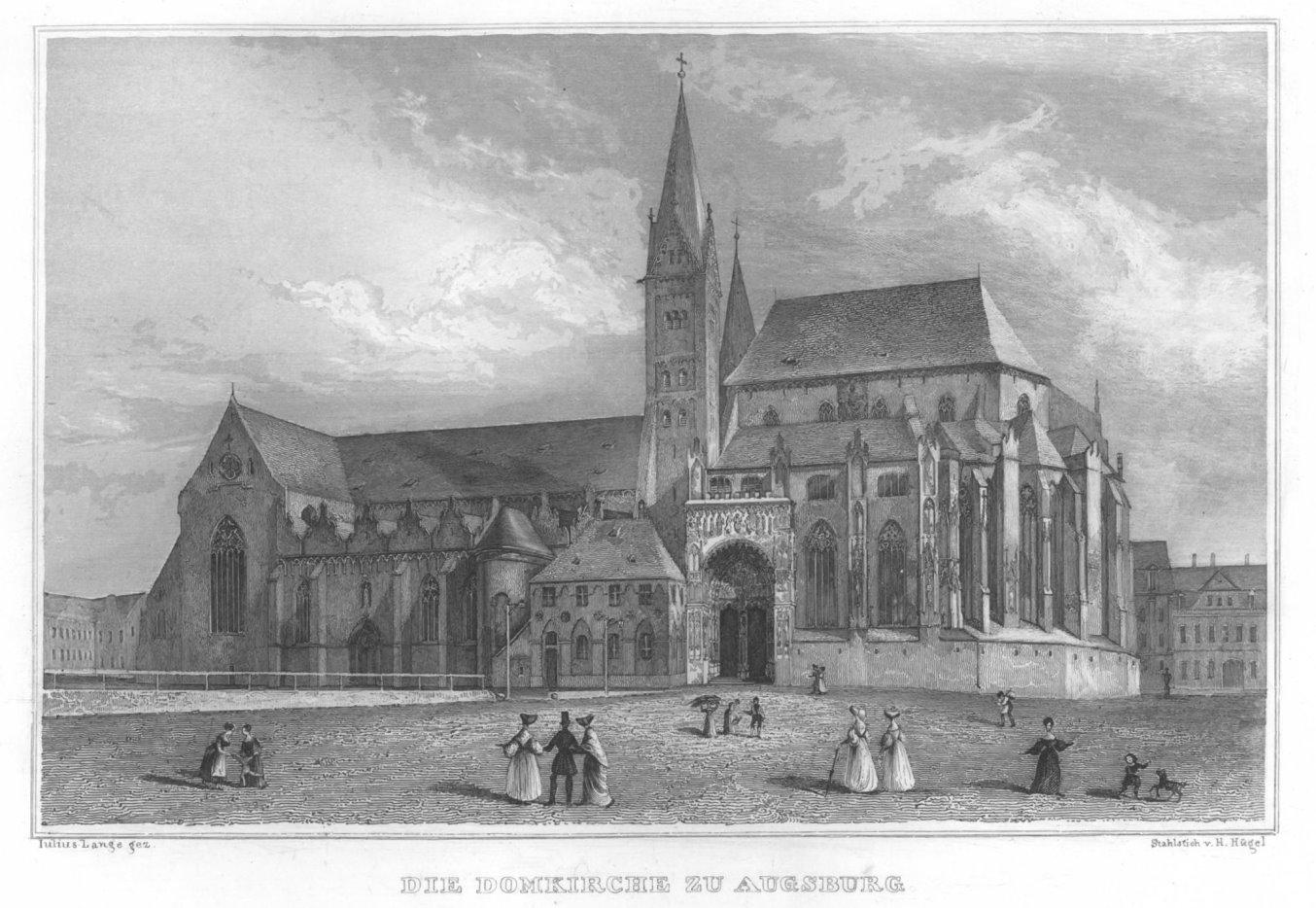
Domkirche zu Augsburg, 1837
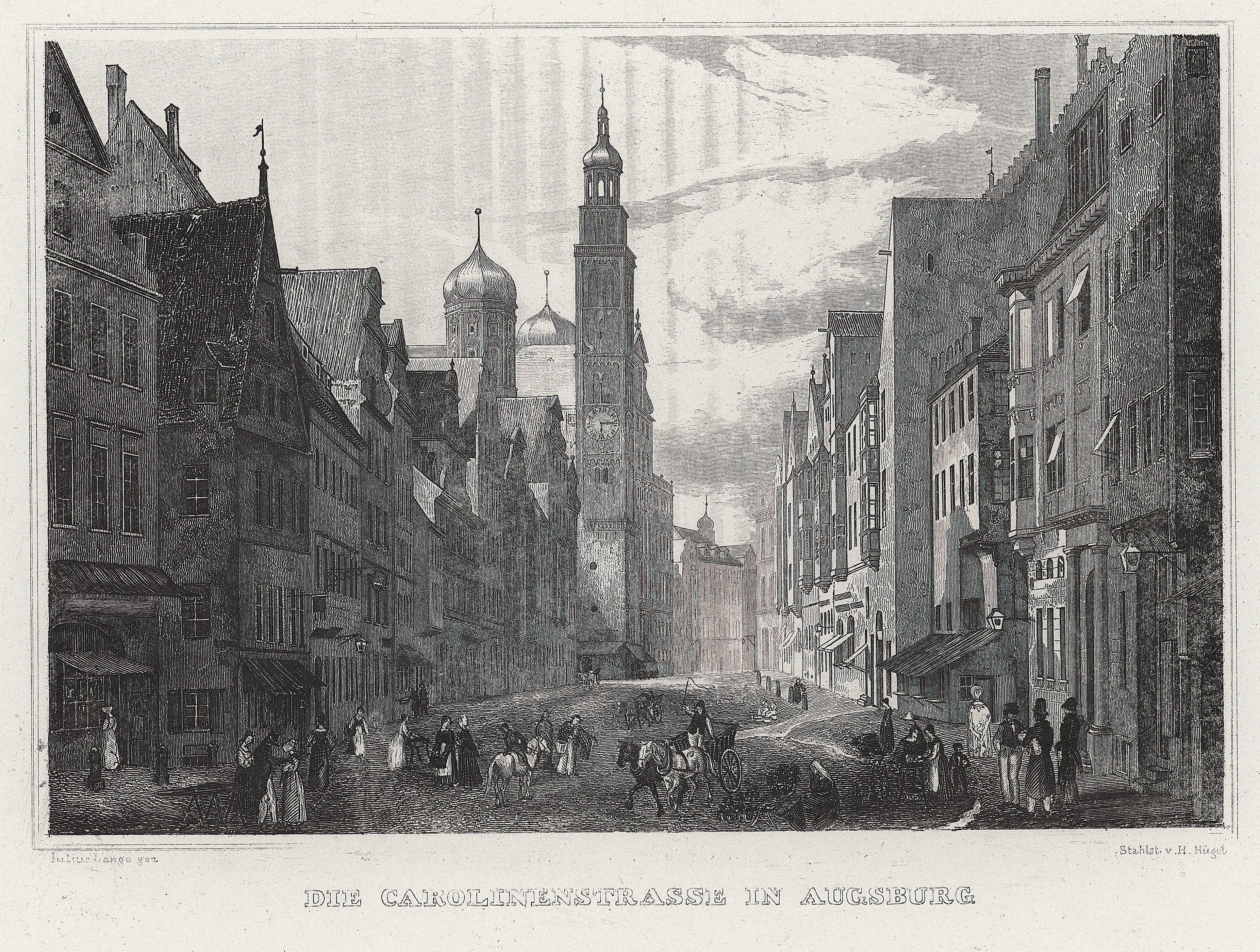
Die Carolinenstraße in Augsburg
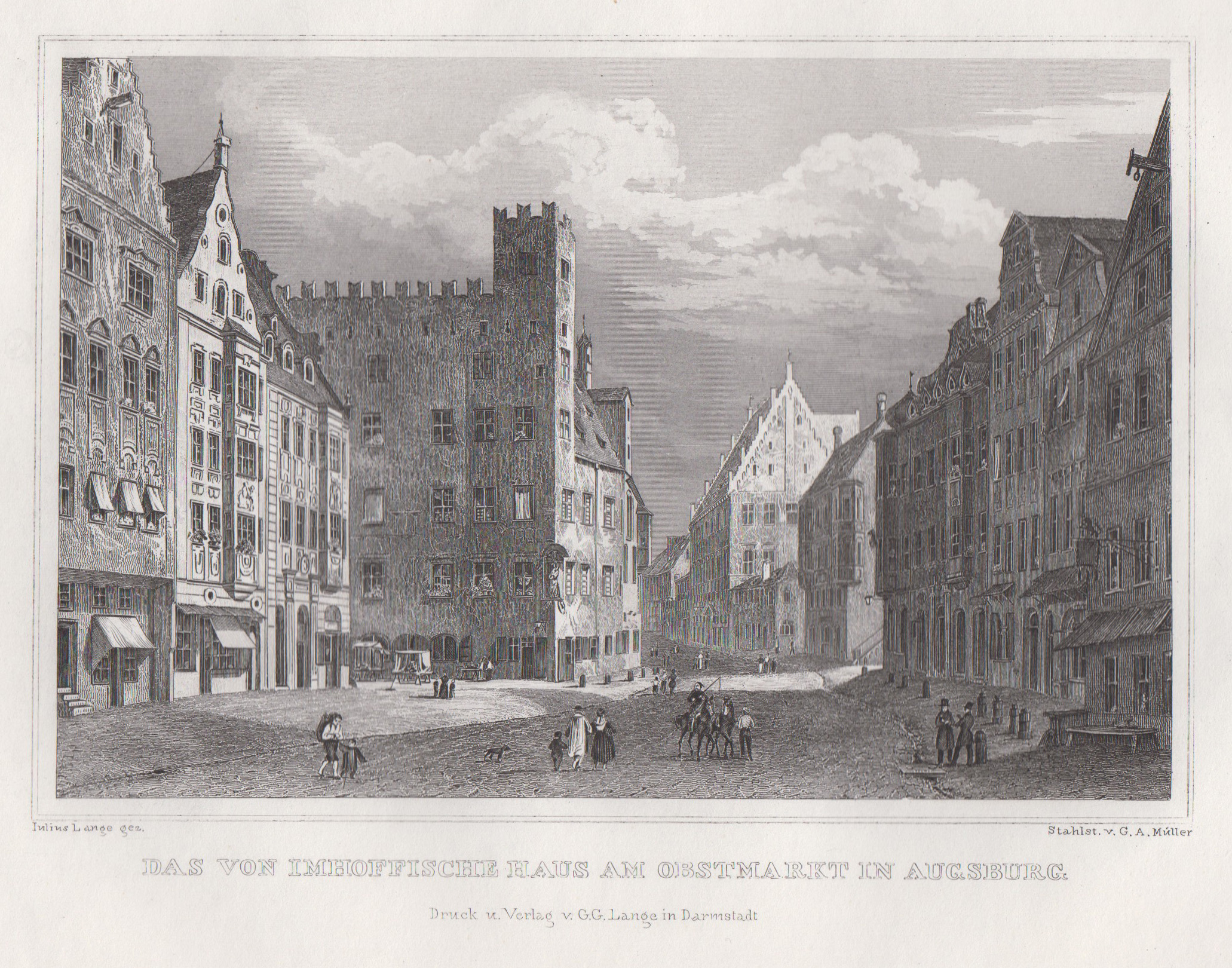
Augsburg - Das von Imhoffische Haus, 1837

## Rezeption
In Langes Werk dominiert die Landschaft der Berge; meist die der Alpen. Im Zusammenwirken von Licht und Farbe versuchte er immer wieder die Dramatik der „ungezähmten Natur“ zu schildern.